# Далич, Златко
Зла́тко Да́лич (хорв. Zlatko Dalić; род. 26 октября 1966, Ливно, Босния и Герцеговина) — югославский и хорватский футболист, ныне главный тренер сборной Хорватии.

## Игровая карьера
Златко Далич играл в Югославии за хорватские клубы «Хайдук» и «Динамо» (Винковцы), а также боснийский «Вележ». После обретения Хорватией независимости выступал за вараждинский «Вартекс» и «Хайдук». В 2000 году он закончил свою профессиональную карьеру футболиста.

## Тренерская карьера
После завершения карьеры футболиста Златко Далич работал в клубе «Вартекс», в том числе будучи помощником главного тренера команды Мирослава Блажевича. В мае 2005 года Златко Далич возглавил «Вартекс». В первый же сезон его пребывания на посту команда стала третьей в чемпионате страны и вышла в финал национального кубка, где в первой игре была разгромлена в гостях «Риекой» со счётом 0:4. Однако в ответной встрече «Вартекс» сумел взять реванш со счётом 5:1 и лишь за счёт гола на чужом поле «Риека» сумела взять трофей.
Летом 2007 года после окончания контракта с «Вартексом» Далич был назначен главным тренером «Риеки», которая под его руководством стала четвёртой по итогам чемпионата 2007/08. В сезоне 2008/09 он возглавлял действовавшего чемпиона Албании тиранское «Динамо», но сумел выиграть с ним лишь Суперкубок Албании.
Летом 2010 года Далич был назначен главным тренером саудовского клуба «Аль-Фейсали», вернувшегося в главную саудовскую лигу по итогам предыдущего сезона. По итогам же чемпионата 2010/11 Далич был признан тренером сезона в Саудовской Про-лиге. 3 мая 2012 года Далич подписал соглашение с ведущим саудовским клубом «Аль-Хиляль», первоначально работая с резервной командой клуба. 31 января 2013 года после увольнения Антуана Комбуаре Далич стал главным тренером основной команды клуба, при этом дебютировал он на этом посту в матче против «Аль-Фейсали», своей бывшей команды.
8 марта 2014 года Далич был назначен главным тренером эмиратского клуба «Аль-Айн».
7 октября 2017 года он временно возглавил сборную Хорватии, которой предстояли решающие матчи в отборе на ЧМ-2018. Выведя свою сборную в финальную часть турнира, Далич подписал с футбольным союзом Хорватии контракт на постоянной основе. На самом «мундиале» хорваты совершили громкую сенсацию, дойдя до финала турнира, где со счётом 2:4 уступили сборной Франции.

## Достижения

### В качестве тренера
«Динамо Тирана»
- Обладатель Суперкубка Албании: 2008

«Аль-Хиляль»
- Обладатель Кубка наследного принца Саудовской Аравии: 2012/13

Сборная Хорватии
- Серебряный призёр чемпионата мира: 2018
- Бронзовый призёр чемпионата мира: 2022
- Серебряный призёр Лиги наций УЕФА 2022/2023
- Обладатель Международного футбольного кубка ACUD: 2024[5]

Личные
- Орден князя Трпимира: 2018[6][7]